# Font del Pericó d'en Canal
La Font del Pericó d'en Canal es troba al Parc de la Serralada Litoral, la qual és una font moderna sense cap encant especial, però molt ben feta.

## Descripció
L'aigua es recull en tres piques, a diferent nivell, que segueixen el pendent. Davant seu, a l'altra banda de la pista, hi ha un pi i un xiprer solitaris que de lluny ja ens assenyalen la font. Damunt de la font podem observar la boca de la mina que l'abasteix.

## Observacions
En aquest indret hi havia la vinya d'en Canal i també una font molt més senzilla (només una pica) anomenada d'en Vadó. No en queden rastres, de la font antiga, i no se sap si estava on es troba la font actual. L'ADF de Teià fa un seguiment dels cabals de diverses fonts del municipi per tal de mantindre diversos punts d'emmagatzematge d'aigua per fer-los servir en l'extinció d'incendis forestals. En el control efectuat durant la darrera setmana del mes de juny del 2015 es va establir que el cabal d'aquesta font era de 1.526 litres al dia.

## Accés
És ubicada a Teià: situats a la bifurcació de pistes de darrere el cementiri de Teià, pugem uns 470 metres per la pista que s'enfila en direcció nord cap a Sant Mateu. Coordenades: x=443855 y=4595299 z=234.